# Kazan River
Der Kazan River (Inuit-Sprache: Harvaqtuuq) ist ein Fluss in Nunavut in Kanada. Gemessen vom Ende des Ennadai Lake beträgt die Flusslänge 732 km. Ein namenloser 46 km langer Quellfluss fließt vom Kasba Lake zum Ennadai Lake. Letzterer hat selbst noch Zuflüsse wie den Schwandt River. Somit ist die Gesamtflusslänge im Flusssystem des Kazan River noch größer.

## Verlauf
Der Kazan River bildet den Abfluss des Ennadai Lake und fließt in nördlicher Richtung bis zu seiner Mündung in den Baker Lake, der zum Chesterfield Inlet abfließt. Entlang seinem Flusslauf liegen mehrere Seen, darunter Angikuni Lake und Yathkyed Lake, sowie der 25 m hohe Wasserfall Kazan Falls (⊙). Die Flussregion ist geprägt von Taiga und Tundra. Der südlichste Abschnitt des Kazan River – unterhalb des Ennadai Lake –, welcher noch südlich der Baumgrenze liegt, wird als Canadian Heritage River geführt. Dem Flussabschnitt des Kazan River im Gebiet des Baker Lake, wird besondere Bedeutung als Winterlager der im Inland lebenden Inuit zugemessen. Daher wurde das Gebiet am 6. Juli 1995 zur National Historic Site of Canada erklärt.

## Fauna und Flora
Obwohl eine Reihe Tierarten entlang dem Fluss beobachtet werden können, ist das Gebiet berühmt für seine
Barrenground-Karibus (Rangifer tarandus groenlandicus) (die Qamanirjuaq- und die Beverly-Herde). Über 300.000 Karibus durchqueren die Region. Es handelt sich um die größte Wanderung von Landtieren. Zu weiteren Wildtieren, die man hier sehen kann, gehören Moschusochsen, Vielfraß, Wanderfalke und viele Fischarten.

## Geschichte
Archäologische Funde belegen, dass der Kazan River den Inuit und Dene schon seit 7000 Jahren bekannt ist. Am 30. Juni 1770 kam der englische Entdecker Samuel Hearne als erster Europäer an den Fluss, den er Cathawhachaga nannte, was laut Joseph Tyrrell einen Ort bezeichnet, wo „reichlich Fisch im Fluss ist“. Tyrrell war der Erste, der den Fluss 1894 kartierte. Der dänisch-grönländische Ethnologe Knud Rasmussen besuchte die Inuit am Kazan River 1922 auf seiner Fünften Thule-Expedition.

## Freizeitnutzung
Der Fluss gewinnt immer mehr an Bedeutung als Tourismusziel für Kajakfahrer und Kanuten.